# Paul Cordero
Paul Cordero (Colón, Provincia de Colón, Panamá; 28 de marzo de 1991) es un futbolista panameño. Juega de mediocampista.

### Participaciones en selección nacional
| Copa                     | Categoría | Sede      | Resultado      | Partidos | Goles |
| ------------------------ | --------- | --------- | -------------- | -------- | ----- |
| Campeonato Sub-20 2011   | Sub-20    | Guatemala | Tercer lugar   | 5        | 0     |
| Copa Mundial Sub-20 2011 | Sub-20    | Colombia  | Fase de grupos | 3        | 0     |

## Clubes
| Club                       | País   | Año         |
| -------------------------- | ------ | ----------- |
| Chepo Fútbol Club          | Panamá | 2008-2012   |
| Club Deportivo Árabe Unido | Panamá | 2012 - 2015 |
| Atlético Chiriquí          | Panamá | 2015 - 2016 |
| Atlético Veragüense        | Panamá | 2016        |

## Palmarés

### Títulos nacionales
| Título           | Club           | País   | Año    |
| ---------------- | -------------- | ------ | ------ |
| Primera División | CD Árabe Unido | Panamá | 2012-A |
| Primera División | CD Árabe Unido | Panamá | 2015-C |